# Cyclone de 1996 sur le Lac Huron
Le cyclone de 1996 sur le Lac Huron (aussi connu comme l'ouragan du lac Huron) fut une dépression intense qui s'est développée sur le Lac Huron en septembre 1996. Elle avait les caractéristiques d'un cyclone subtropical et c'était la première fois qu'une telle tempête fut étudiée sur la région des Grands Lacs même si d'autres événements similaires sont possiblement arrivés antérieurement.

## Évolution météorologique

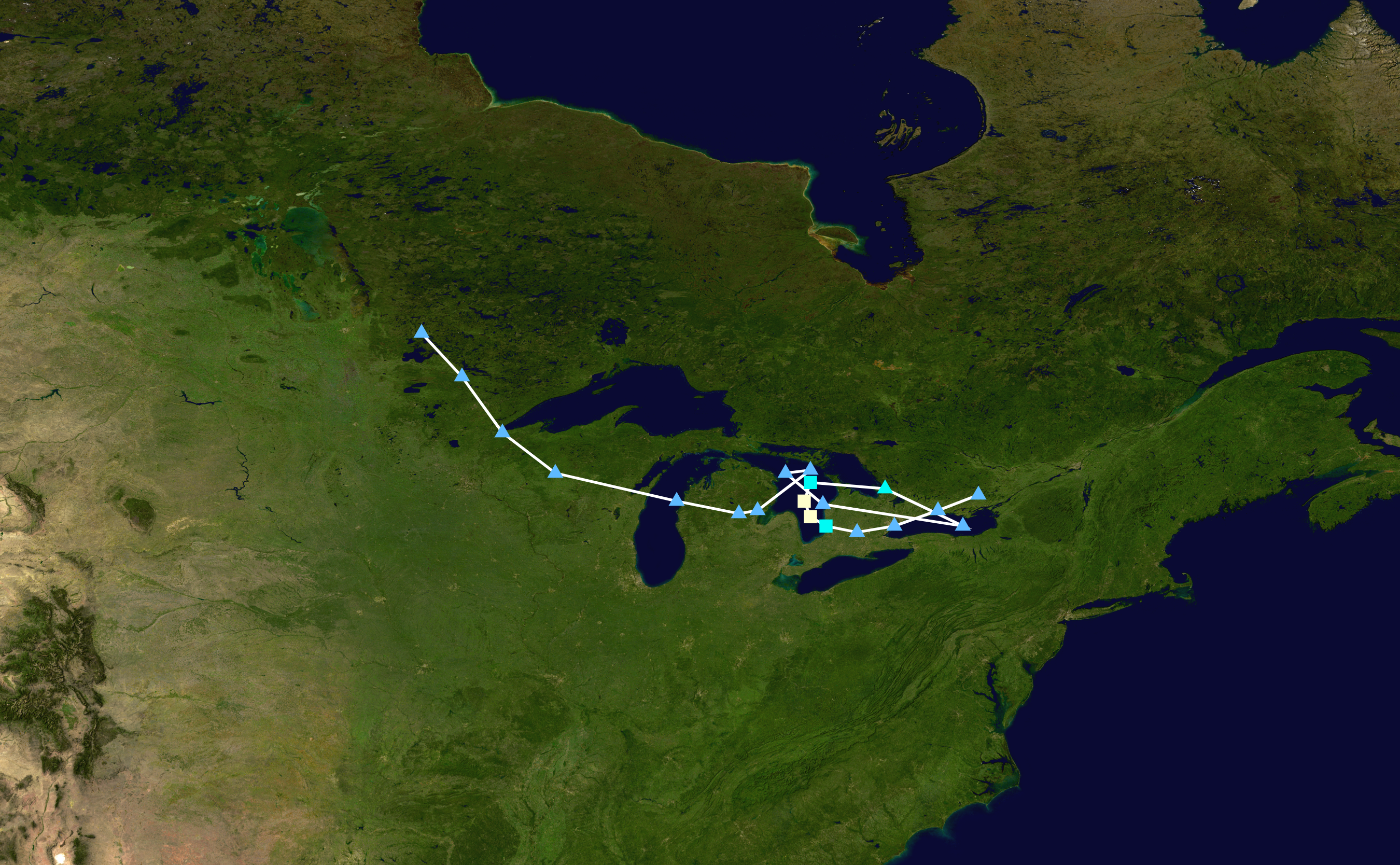
Trajectoire de l’« Ouragan du lac Huron ».

Une dépression frontale intense était stationnaire sur les Grands Lacs (Amérique du Nord) le 11 septembre 1996 alors que l'eau de surface de ces derniers étaient à son plus chaud après le réchauffement estival. Le 12 septembre, le système a dérivé lentement vers le lac Huron puis le sud-est, avec la circulation d'altitude centrée à l'ouest sur le Michigan. Au cours de cette période de 24 heures, la pression centrale du cyclone est passée de 1 012 à 1 006 hPa,.
Les fronts associés avec la dépression se sont occlus pour s'étendre du lac Huron à la Pennsylvanie le 13 septembre, donnant une bande d'averses et d'orages longue de 250 km. Dans ce système, dont le cœur était froid, la pression centrale est ensuite tombée plus rapidement près de la surface qu'en altitude à cause de la convection atmosphérique lors du développement subséquent. Une onde courte météorologique a aidé à ramener le système vers le lac Huron au cours des 24 heures suivantes et le matin du 14 septembre, le système avait atteint son intensité maximale avec une pression de 993 hPa et des vents rafales de force de tempête tropicale ainsi que les rafales de force d'ouragan sévirent sur la région,.
Il avait alors certaines caractéristiques d'un système tropical : un faible cisaillement des vents avec l'altitude, un œil dégagé de nuages et un mur de l'œil avec des bandes de pluie spiralant vers l'extérieur comme dans un ouragan. La bouée qui rapporta cette pression sur le Lac Huron était par un heureux hasard dans l'œil. À 14 h locales, l'œil mesurait environ 30 kilomètres de diamètre avec les nuages convectifs intenses l'entourant et les averses s'étendaient jusqu'à plus de 500 km du centre. 
Le mouvement de la dépression vers le sud-ouest a fait passer les vents rapportés par la bouée de l'ouest à 50 km/h puis au sud-est à 16 km/h et finalement à nord-est à plus de 80 km/h comme on s'attendrait au passage de l'œil d'un ouragan. La température de surface était de 13 °C dans les bandes de pluie mais atteignait 18 °C, la même température que le lac, dans l'œil ce qui montrait son caractère chaud. Au moment de son intensité maximale, le cyclone avait des rafales maximales de 117 km/h.
La température de surface du lac diminua de 5 °C durant la nuit, à cause du brassage des eaux par les vents, et la dépression diminua grandement d'intensité avec cette perte de source de chaleur. La tempête se dissipa donc graduellement à partir du 15 septembre en se dirigeant vers le lac Ontario.

### Analyse et contexte
La région des Grands Lacs est parfois affectées par les vestiges d'ouragans, provenant généralement du golfe du Mexique et qui se transforment en cyclone extratropicaux à cœur froid en passant dans les terres. Très peu de ces tempêtes conservent des caractéristiques tropicales au moment où elles atteignent les Lacs, l'une des rares exception étant l'ouragan Hazel de 1954.
Dans le cas de l’Ouragan du Lac Huron, celui-ci a développé des caractéristiques tropicales à partir d'une dépression non tropicale directement sur la région des Grands Lacs, indépendamment de tout cyclone tropical. Cela le rend unique parmi les tempêtes des Grands Lacs. Son caractère subtropical est dû à : 
- il s'est considérablement approfondi en présence d'une baroclinicité très faible, les chutes de hauteur les plus importantes se produisant après son arrivée sur le lac Huron ;
- la combinaison des flux thermiques sensibles à la surface et latents a dépassé 700 Wm−2 pendant le développement de la dépression, comparable aux calculs de flux lors du développement de tempêtes hivernales au-dessus des Grands Lacs et des ouragans de catégorie 1 ;
- la dépression s'est considérablement plus renforcée à bas niveaux qu'en altitude ;
- la structure thermique du cyclone a semblé évoluer vers une caractéristique à cœur chaud à partir de sa structure de noyau froid d'origine, avec une anomalie d'épaisseur troposphérique positive significative observée au-dessus du centre du système.

## Impacts
Plus de 100 millimètres de pluie sont tombés sur les rives des Grands Lacs provoquant des inondations.